# 千草村
千草村（ちくさむら）は、兵庫県津名郡にあった村。現在の洲本市千草にあたる。発足当初は同市小路谷も村域に含んだ。

## 地理
- 山岳 ： 掛牛山、三坂山、柏原山
- 河川 ： 千草川、猪鼻川、竹原川

## 歴史
- 1889年（明治22年）4月1日 - 町村制の施行により、築狭村・小路谷村の区域をもって発足。
- 1916年（大正5年）6月1日 - 小路谷村（大字）を洲本町に編入。
- 1918年（大正8年）4月1日 - 洲本町に編入。同日千草村廃止。